# Svratka (rivière)
Pour les articles homonymes, voir Svratka.
La Svratka (en allemand : Schwarzach) est une rivière de Moravie, en Tchéquie. Longue de 173,9 km, elle draine un bassin de 7 118,7 km2. Elle se jette dans le réservoir de Nové Mlyny de la rivière Dyje. Entre Herálec et Jimranov, elle fait office de frontière terrestre historique entre la Bohême et la Moravie.
Svratka vient probablement de l'ancien mot tchèque sworti qui signifie « méandre ». Dans le passé récent, appelé aussi Švarcara.
Elle est barrée par les barrages de Vir pour l'approvisionnement en eau potable et en électricité ainsi que par le barrage de Brno. Les principales villes traversées sont celles de Tišnov (9 150 habitants) et surtout celle de Brno (378 000 habitants), le centre historique de la Moravie.
Les deux principaux affluents, la Svitava et la Jihlava, lui arrivent à la sortie de Brno et respectivement juste avant son confluent dans la Thaya.

## Principaux affluents
- Fryšávka, droite, km 22
- Bystřice (de), droite, km 24,7
- Hodonínka, gauche, km 24
- Nedvědička, droite, km 28.5
- Loučka, droite, km 60
- Besének, gauche, km 20
- Lubě (cs), gauche, km 22
- Bílý potok (de), droite, km 33.9
- Svitava, gauche, km 98.4
- Bobrava, droite, km 35.2
- Litava (de), gauche, km 58.3
- Jihlava, droite, km 184.5

## Villes traversées
- Svratka
- Jimramov
- Štěpánov nad Svratkou
- Nedvědice
- Tišnov
- Veverská Bítýška
- Brno
- Modřice
- Rajhrad
- Židlochovice

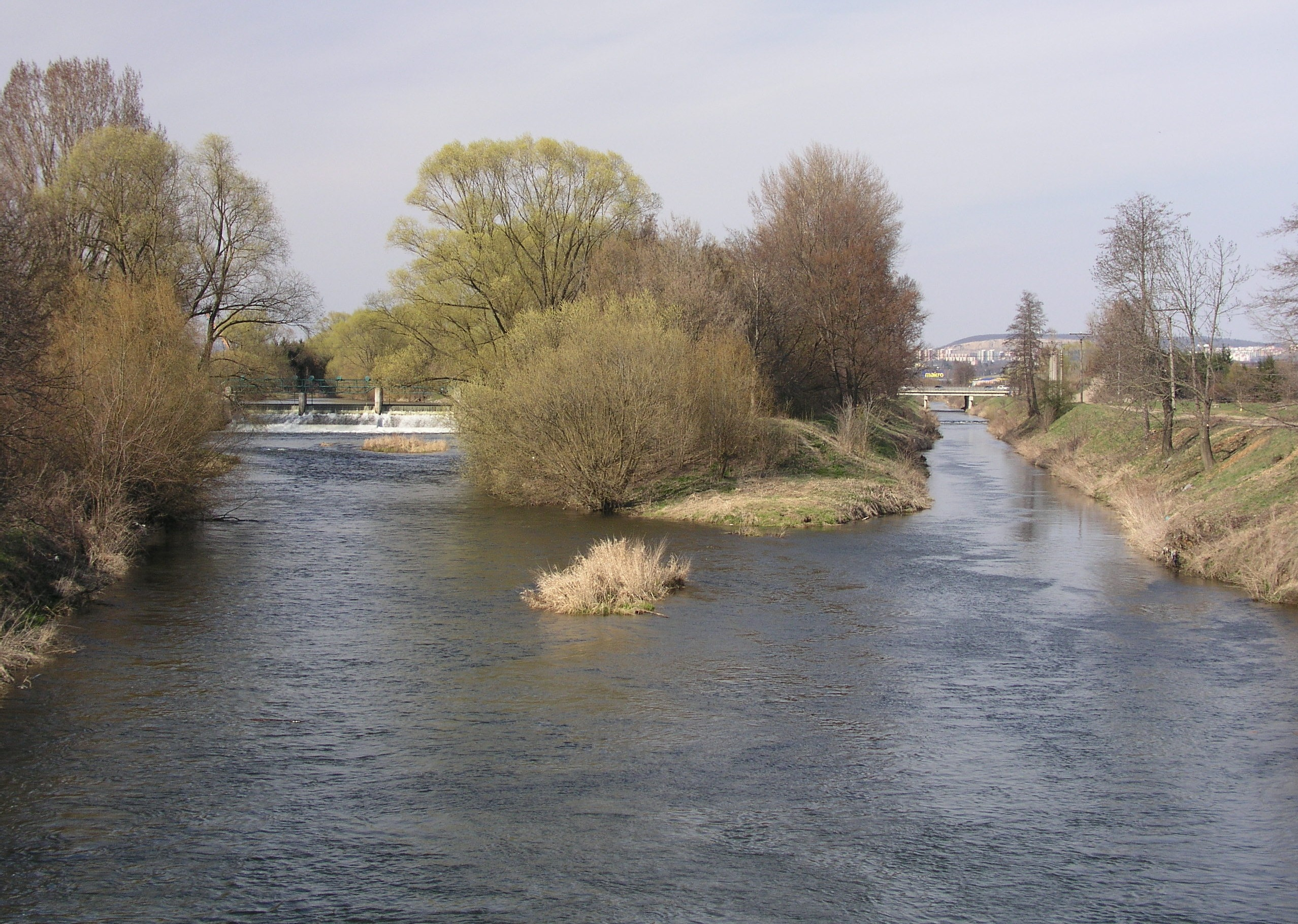
Confluent de la Svratka (à gauche) et de la Svitava
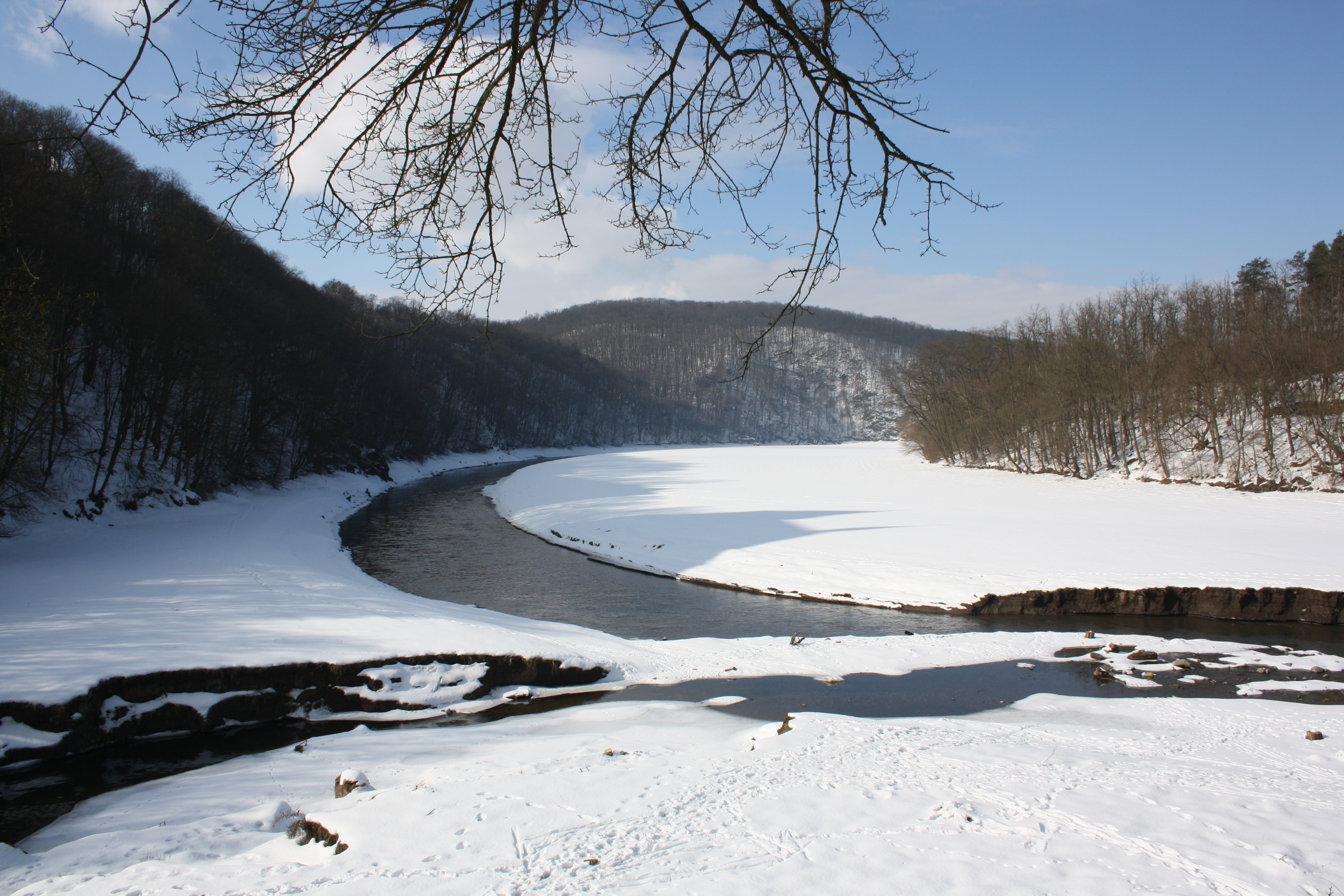
Réservoir de Brno
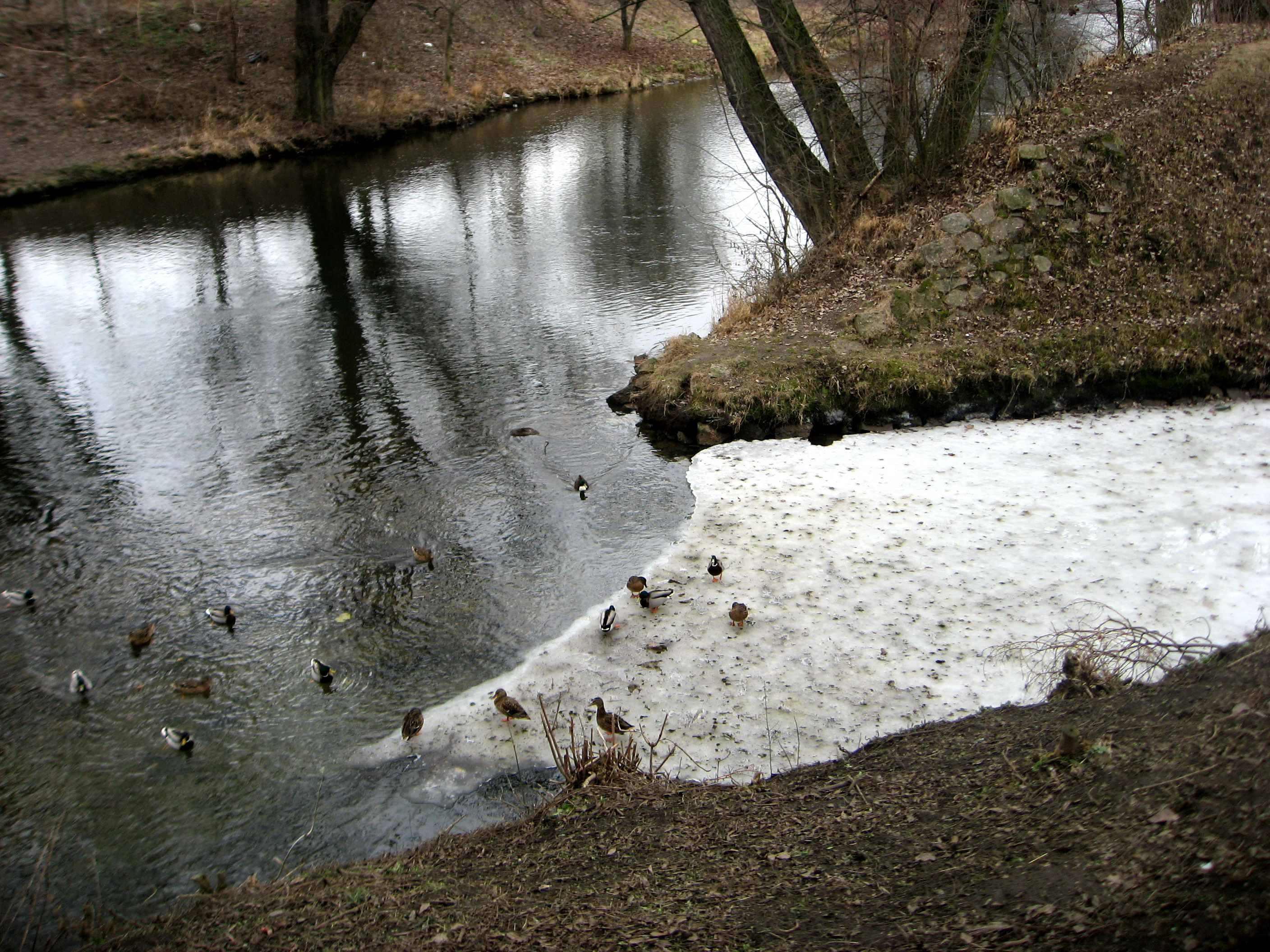
Confluence de la Svratka et de la Ponávka
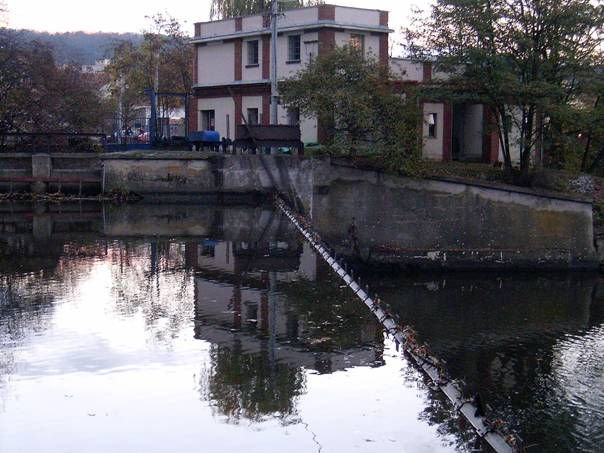
Ouvrage régulateur sur la Svratka